# 斯威夫特 (明尼蘇達州)
斯威夫特（英語：Swift）是位於美國明尼蘇達州羅索縣萊奧納鎮區及莫蘭維爾鎮區的一個非建制地區。

## 地理
斯威夫特所處的海拔為高於海平面354米（即1161英呎），而該地所採用的時區為UTC-6，即北美中部時區（CST）。同時該地設有夏令時間，為UTC-6調快一小時，即UTC-5（CDT）。